# 서울특별시립여성보호센터
서울특별시립여성보호센터는 혼자서는 노숙생활도 하기 힘든 신체적 정신적 어려움을 겪고 있는 여성 노숙인을 보호하는 기관으로서 현재  대한구세군유지재단에서 위탁운영하고 있다.

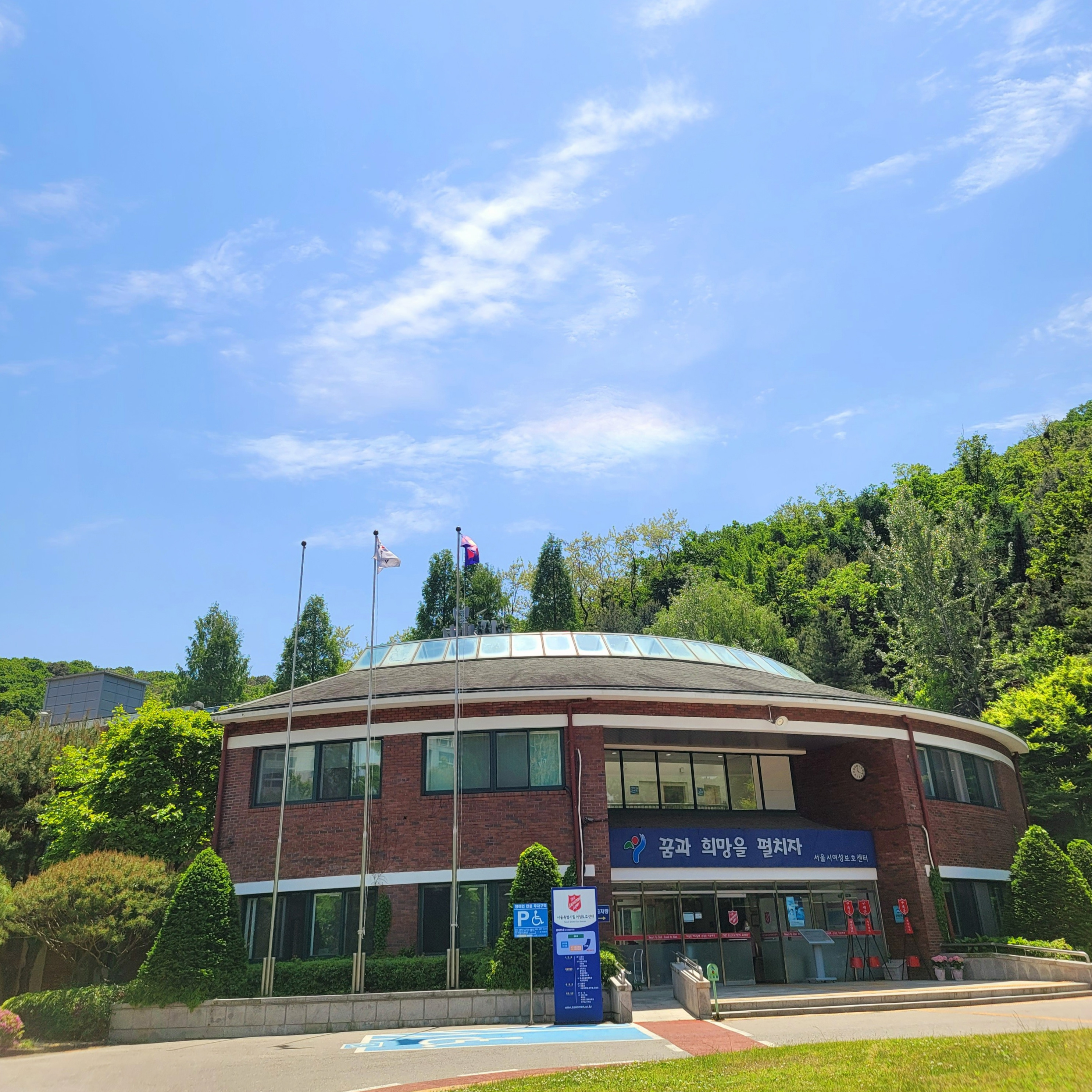
서울특별시립여성보호센터 센터정면

## 개요
혼자서 자립적인 생활을 할 수 없는 여성 노숙인을 보호하기 위해 사회복지사업법 제34조에 근거하여 보건복지부 노숙인시설 운영 규칙에 따른다. 노숙인종합지원센터, 관계 기관, 병원 등 다른 시설로부터 보호 요청을 받은이들을 보호하며 자진입소도 가능하다. 서울시 강남구 수서동에 위치한다.

## 연혁
- 1961.6.19.  부녀보호소 설치 (중구 주자동 41)
- 1963.5.10.  시설이전 (동작구 대방동 345-1)
- 1994.7.     성매매피해미성년여성 일시보호기능 추가
- 1998.11.21. 현 위치로 이전 (강남구 수서동 산 4-1)
- 2001.6.15.  여성보호센터로 명칭 변경
- 2008.2.01.  사회복지법인 서울가톨릭사회복지회 민간위탁
- 2019.1.31.  사회복지법인 서울가톨릭사회복지회 위탁 종료
- 2019.2.01.  재대한구세군유지재단법인 시설 운영 수탁

## 참고 문헌
- 본 문서에는 서울특별시에서 지식공유 프로젝트를 통해 퍼블릭 도메인으로 공개한 저작물을 기초로 작성된 내용이 포함되어 있습니다.